# Alan Roscoe
Alan Roscoe, conosciuto anche come Albert Roscoe (Nashville, 1886 – Los Angeles, 8 marzo 1933), è stato un attore statunitense.
Tra il 1917 e il 1918, fece coppia fissa con Theda Bara, la vamp del cinema muto, girando con lei alcuni film diretti da J. Gordon Edwards.

## Filmografia
- A Pound for a Pound (1915)
- Stars Their Courses Change (1915)
- An Opal Ring (1915)
- A Night in Kentucky, regia di Crittenden Marriott (1915)
- Graustark, regia di Fred E. Wright (1915)
- The Mystery of the Silent Death (1915)
- The Conspiracy at the Chateau (1915)
- On the Dawn Road (1915)
- Sue (1915)
- Heart's Desire, regia di Francis J. Grandon (1917)
- Camille, regia di J. Gordon Edwards (1917)
- Cleopatra, regia di J. Gordon Edwards (1917)
- The Shuttle, regia di Rollin S. Sturgeon (1918)
- The Doctor and the Woman, regia di Phillips Smalley, Lois Weber (1918)
- A Soul for Sale, regia di Allen Holubar (1918)
- The Mortgaged Wife, regia di Allen Holubar (1918)
- Under the Yoke, regia di J. Gordon Edwards (1918)
- Cuor di donna (Her Body in Bond), regia di Robert Z. Leonard (1918)
- Salome, regia di J. Gordon Edwards (1918)
- When a Woman Sins, regia di J. Gordon Edwards (1918)
- The She Devil, regia di J. Gordon Edwards (1918)
- The Siren's Song, regia di J. Gordon Edwards (1919)
- The City of Comrades, regia di Harry Beaumont (1919)
- A Man's Country, regia di Henry Kolker (1919)
- Evangeline, regia di Raoul Walsh (1919)
- Her Purchase Price, regia di Howard C. Hickman (1919)
- The Hell Ship, regia di Scott R. Dunlap (1920)
- Her Elephant Man, regia di Scott R. Dunlap  (1920)
- The Paliser Case, regia di William Parke (1920)
- Black Shadows, regia di Howard M. Mitchell (1920)
- Tarnished Reputations, regia di Herbert Blaché, Alice Guy e Léonce Perret (1920)
- Molly and I, regia di Howard M. Mitchell (1920)
- Madame X, regia di Frank Lloyd (1920)
- The Last of the Mohicans, regia di Clarence Brown e Maurice Tourneur (1920)
- Il marchio di fuoco (The Branding Iron), regia di Reginald Barker (1920)
- Her Unwilling Husband, regia di Paul Scardon (1920)
- The Last Card, regia di Bayard Veiller (1921)
- Over the Wire, regia di Wesley Ruggles (1921)
- No Trespassing, regia di Edwin L. Hollywood (1922)
- Sabbie ardenti (Burning Sands), regia di George Melford (1922)
- The Man Who Saw Tomorrow, regia di Alfred E. Green (1922)
- Java Head, regia di George Melford (1923)
- Lovebound
- I predatori (The Spoilers), regia di Lambert Hillyer (1923)
- A Wife's Romance
- The Chorus Lady, regia di Ralph Ince (1924)
- The King of the Turf, regia di James P. Hogan (1926)
- Tentacles of the North, regia di Louis Chaudet (1926)
- Sahara (Love in the Desert), regia di George Melford (1929)
- The Vagabond Lover, regia di Marshall Neilan (1929)
- The Red Sword, regia di Robert G. Vignola (1929)
- The Pay-Off, regia di Lowell Sherman (1930)
- Bacio mortale (The Death Kiss), regia di Edwin L. Marin (1932)
- The Cheyenne Kid, regia di Robert F. Hill (1933)
- Gli arditi del cinema (Lucky Devils), regia di Ralph Ince (1933)
- The Thrill Hunter, regia di George B. Seitz (1933)